# 大典太
大典太（平假名：おおてんた或おおでんた）被奉为日本国宝的日本刀。通称大典太光世（おおでんたみつよ或おおてんたみつよ）。是所谓的『天下五剑』之一，现由日本前田育德会所收藏。

## 作者和外观
大典太是筑後國的刀工典太光世的作品。此刀为太刀，刃长65.75cm，弯曲度2.7cm，刀铭为“光世作”。

## 历史
大典太原来是日本室町幕府时期的将军家族足利家族的家传宝物。在室町幕府灭亡之后，此刀为统一全国的武将丰臣秀吉所有。后来秀吉将它赐予了勇将前田利家。

## 軼聞
关于大典太的锋利度，在德川幕府时期曾经以人体进行过测试。在于江户千住的小塚原进行的试刀中，幕府刽子手山田浅右卫门吉睦用大典太光世斩断了堆起来的两具尸体。
傳說前田利家的女兒豪姬體弱多病，秀吉將大典太賜給前田家，放在她枕邊後就病癒了，聽說是豪姬被狐妖纏身，而大典太為她驅妖。另一個傳說就是武士們傳著大阪城內有一處鬧鬼的傳聞，秀吉就將大典太借給前田利家去調查，後來沒遇到任何怪事。所以人們認為大典太擁有驅邪鎮妖的神力。